# Тьерра-де-Мельид (комарка)
Тьерра-де-Мельид (исп. Tierra de Mellid,  галис. Terra de Melide)  — район (комарка) в Испании, входит в провинцию Ла-Корунья в составе автономного сообщества Галисия.

## Муниципалитеты
1. Мельид
2. Сантисо
3. Собрадо
4. Токес